# Neurja oktobra in novembra 2023 v Sloveniji
Neurja oktobra in novembra 2023 so v Sloveniji prizadela območja na Gorenjskem, Savinjskem in severnem Primorskem. Povzročila so naraščanje rek, kar je v nekaterih krajih povzročilo poplave. Kot so poročali mediji, je bilo konec oktobra najhuje naselju Baška grapa v Tolminu, v občinah Kamnik in Železniki, ter na Savinjskem v Lučah, Nazarjah in Ljubnem ob Savinji. Ponekod so bile razmere resne, saj so Slovenijo nedavno zajele obsežnejše avgustovske poplave. Zaradi posledic oktobrskega neurja je bilo evakuiranih nekaj manj kot 150 ljudi. Novembrsko neurje je večje posledice pustilo predvsem na Podravskem, narasle so reke po večjem delu države, morje je prestopilo bregove, evakuiranih je bilo 15 ljudi.

## Potek

### 26. – 27. oktober 2023
V četrtek, 26. oktobra 2023 je Agencija Republike Slovenije za okolje sklicala tiskovno konferenco, na kateri je opozorila na prihajajoče obilno deževje. Za severne in zahodne dele države je izdala rdeče vremensko opozorilo, oranžno opozorilo je izdala zgolj za osrednjo Slovenijo in jugovzhod države. Za petek so v jutranjih urah napovedali hitro naraščanje rek in hudourniških vodotokov. Prebivalstvo omenjenih območij so pozvali, naj poskrbijo za samozaščitne ukrepe, ter umaknejo svoja vozila in vrednejše predmete. Opozorili so tudi na povečanje verjetnosti proženja zemeljskih plazov.
V petek, 27. oktobra 2023 so v jutranjih urah državo prešle močne padavine. Vremenski ciklon, ki je ponoči nastal nad severno Italijo, se je prek severnega Jadrana in Slovenije dopoldan premaknil na vzhod. Na obali je morje prestopilo bregove, zato so se oglasile sirene v Kopru, Izoli, Piranu in Portorožu. Preko dneva je na območju Logarske doline padlo 158 litrov dežja na kvadratni meter. V Bovcu je v samo pol ure padlo 22 litrov dežja na kvadratni meter, zaradi česar je reka Bača poplavila okolico. Padavine je spremljal močan veter.
Zelo je narasla reka Savinja, na območju Zgornje Savinjske doline so preventivno sprožili sirene za večjo pozornost ljudi na poplave in plazove. Hudourniki so zalili cesto od Ljubnega do Gornjega Gradu, ki pa je bila kmalu spet prevozna. Težave sta povzročali tudi reki Dreta in Ljubnica.
V Kamniku se je zamašil Veliki jez na Kamniški Bistrici, reka je narasla in se na določenih mestih prelivala.  Prebivalstvo je bilo po poročanju medija N1 v strahu, da bi se ponovil scenarij avgustovskih poplav, a o drugih večjih  nevšečnostih niso poročali.
Popoldan se je ozračje umirilo, večina padavin tistega dne je padla, možne so bile še kratkotrajne plohe.

### 2. – 3. november 2023
V četrtek, 2. novembra 2023 je Agencija Republike Slovenije za okolje na tiskovni konferenci obvestila javnost, da so izdali rdeče meteorološko opozorilo za severozahod ter oranžno opozorilo za preostali del države, in sicer za četrtek popoldan in zvečer ter v petek ponoči. Izdano je bilo tudi rdeče hidrološko opozorilo za severne in vzhodne predele države, vsem rekam po Sloveniji naj bi narasli vodotoki. Meteorologi so skupno količino padavin v 24 urah v SZ Sloveniji ocenili med 120 in 240 litrov na kvadratni meter. Zaradi dodatne namočenosti tal so opozorili tudi na povečano nevarnost zemeljskih plazov. Poveljnik civilne zaščite Srečko Šestan je podpisal odredbo za dvig pripravljenosti pristojnih služb na območju celotne Slovenije z izjemo Prekmurja.
V občini Tolmin so v četrtek popoldan zaradi nevarnosti plazov preventivno zaprli cesto med Bačo pri Modreju in Petrovim Brdom. Pripravljali so tudi nastanitvene kapacitete za morebitne evakuirane prebivalce. V Braslovčah se je s krajani sestal vodja Službe za obnovo po poplavah Boštjan Šefic, prebivalcem so predstavili poplavno ogroženost in ukrepi, preselili pa naj bi po prvih ocenah okoli 150 ljudi. Prestavniki civilne zaščite so z namenom pripravljenosti odšli na teren tudi v številnih drugih občinah, kot so Kamnik, Škofja Loka, Tržič, Prevalje in Izola. Luko Koper so zaradi močnega vetra priprli za promet.
V noči na petek, 3. novembra, so najmočnejši sunki vetra dosegli hitrost 185 km/h, in sicer na Kredarici. V Bovcu je v 24 urah padlo 222 litrov dežja na kvadratni meter. Meteorologi so v zgodnjih jutranjih urah potrdili umirjanje razmer, ker se najhujši scenarij ni uresničil, pa je agencija ARSO omilila meteorološko opozorilo. Poplavljale so reke po celotni Sloveniji, med njimi Sava v zgornjem toku, Sava Bohinjka, ki je povzročala nevšečnosti v Bohinju in okolici, ter reke v zgornjem Posočju. V Tolminu so zaprli nekatere ceste, že pretekli večer pa se je 28 prebivalcev Baške grape zaradi ogroženih hiš odločilo za začasno izselitev. 
Reka Drava je narasla bolj intenzivno in poplavila v večjem obsegu. Dopoldan so se z namenom opozarjanja na samozaščito oglasile sirene v Dravogradu in Vuzenici ter kasneje tudi v številnih drugih podravskih občinah. Pretok Drave je bil med največjimi v zadnjih letih, med drugim je poplavilo policijsko postajo. Zaradi nevarnosti so ob Ribiški poti evakuirali 15 ljudi iz devetih objektov.
V Kranju je narasla Sava dosegla in prekrila kanalizacijsko cev pod mostom Planika. V primeru da bi narasla voda cev poškodovala, bi to predstavljalo grožnjo za 25 tisoč Kranjčanov, ki so na kanalizacijsko cev priključeni, pa tudi za druge dele Slovenije. Mestna občina Kranj je zato začela s pripravami za pridobitev gradbene dokumentacije za izgradnjo novega mostu.

## Odzivi
V soboto, 28. oktobra 2023 je Baško grapo in okolico obiskal predsednik vlade Robert Golob. Tam si je skupaj z županom Tolmina Alenom Červom, poveljnikom civilne zaščite Srečkom Šestanom in vodjo obnove po poplavah Boštjanom Šeficem ogledal posledice neurja. Ob obisku je premier izrekel zahvalo gasilcem, civilni zaščiti in policiji, v izjavi za medije pa poudaril, da je nujna vzpostavitev sistemskih podlag za odzivanje na naravne nesreče.